# Deverra reboudii
Deverra reboudii là một loài thực vật có hoa trong họ Hoa tán. Loài này được Coss. & Durieu mô tả khoa học đầu tiên năm 1862.